# Аспарагин
Аспаргинът (съкратено Asn или N) е една от двайсетте канонични аминокиселини в живите организми. Има карбоксиамид като страничен радикал. Може да се синтезира в човешкия организъм и поради това не е незаменима аминокиселина. Кодиран е от кодоните AAU и AAC.
Реакцията между аспаргин и редуциращ въглехидрат води до синтеза на акриламид (невротоксин и канцероген) при термичната обработка на храната, особено при пържене над 140 – 150 С.

## История
Изолиран е за първи път през 1806 г. в кристален вид от френския химик Louis Nicolas Vauquelin и неговия млад асистент Pierre Jean Robiquet от сок на растението аспарагус.
Оттук идва и наименованието му.
Аспарагинът е първата изолирана аминокиселина. Характерната миризма на урината на хора, консумирали аспарагус, е резултат на продукти, получени при метаболирането на аспаргина.
През 1809 г. Pierre Jean Robiquet изолира от женско биле субстрат с много близки свойства до тези на субстанцията, изолирана от Plisson. През 1828 г. аспаргинът бил окончателно идентифициран.

## Структурна роля в протеина
Тъй като страничният радикал на аспаргина може да формира водородна връзка с пептидната група на основната верига, аспаргиновите остатъци са често срещани в началото и края на алфа-спиралните участъци, както и в областите на инверсия на бета структурата. Може да се каже, че неговата роля е да екранира водородната връзка, която иначе би се осъществила между пептидните групи във веригата. Глутаминът, който съдържа допълнителна метиленова група, притежава по-голяма конформационна ентропия и не би бил толкова ефективен.
Аспаргинът също така е и таргет при N-свързано гликозилиране, посттранслационна модификация на протеините, свързана с добавяне на въглехидратен компонент.